# Ridderorden in het Verenigd Koninkrijk
Het huidige Verenigd Koninkrijk van Groot-Brittannië en Noord-Ierland (Engels:"United Kingdom of Great Britain and Northern Ireland") is een staat die uit het samengaan van de koninkrijken Engeland, Schotland en Ierland en het prinsdom Wales is ontstaan. Schotland en Engeland bezaten eigen ridderorden.
Mythische Ridderorden van vóór het ontstaan van Engeland
- De Orde van de Ronde Tafel (Order of the Round Table)

die door koning Arthur zou zijn gesticht, is evenals zijn stichter, een legende. De Orde heeft desondanks model gestaan voor de latere Europese Ridderorden.
Ridderorden van Engeland
- De Meest Nobele Orde van de Kousenband (Most Noble Order of the Garter) 1348
- De Zeer Eerbare Orde van het Bad (Most Honourable Order of the Bath) 15e eeuw/1725
- De Orde van het Heilig Graf
- De Orde van Lijden van Christus
- De Orde van de Ridders van de Haas
- De Orde van het Geloof en de Rede

Ridderorden van Schotland
- De Zeer Oude en Nobele Orde van de Distel (Verenigd Koninkrijk) (The Most Ancient and Most Noble Order of the Thistle) 15e eeuw/1687

Ridderorden van het Verenigd Koninkrijk
Het Verenigd Koninkrijk ontstond bij wet van 1707: onder deze eerste Act of Union hielden Engeland en Schotland op als zelfstandige landen te bestaan (Wales was al eerder geleidelijk opgegaan in Engeland). Een tweede Act of Union voegde hier in 1800 Ierland bij; deze laatste samenvoeging ging in op 1 januari 1801
- De Meest Illustere Orde van Sint-Patrick (The Most Illustrious Order of Saint Patrick) 1783

Een Ierse Orde die vergelijkbaar was met de Orde van het Bad.
Ridderorden van het Verenigd Koninkrijk van Groot-Brittannië en Ierland
- Sinds 1811 stichtten de Britse monarchen na hun kroning ieder een eigen Koninklijke Familie-Orde als huis- en damesorde.
- De Orde van de Welfen (Royal Guelphic Order) 1815 Later een Orde van het Koninkrijk Hannover.
- De Orde van Sint-Michaël en Sint-George (Order of Saint Michael and Saint George) 1818
- De Koninklijke Familie-Orde van  Koningin Victoria heette in afwijking van de traditie  Koninklijke Orde van Victoria en Albert.
- De Orde van Verdienste (Verenigd Koninkrijk) (Order of Merit) 1902
- De Orde van de Eregezellen (Verenigd Koninkrijk) (Order of the Companions of Honour) 1917
- De Koninklijke Orde van Victoria (Royal Victorian Order) 1896
- De Koninklijke Victoriaanse Keten (Royal Victorian Chain) 1902
- De Meest Excellente Orde van het Britse Rijk (The Most Excellent Order of the British Empire) 1917
- De Orde van Voorname Dienst (Distinguished Service Order) 1886
- De Koninklijke Orde van Victoria en Albert 1862 (The Royal Order of Victoria and Albert)
- De Koninklijke Orde van het Rode Kruis Royal Red Cross 1883
- De Orde van Sint-Jan (Most Venerable Order of the Hospital of Saint John of Jerusalem)

Op deze plaats verwijzen wij ook naar de koloniale ridderorden van Groot-Brittannië die in het door de Britten tot 1947 geregeerde keizerrijk India werden verleend.
- De Keizerlijke Orde van de Kroon van Indië 1877 (The Imperial Order of the Crown of India)
- De Zeer Verheven Orde van de Ster van India 1861 (Most Exalted Order of the Star of India)
- De Zeer Aanzienlijke Orde van het Indische Keizerrijk 1878 (The Most Eminent Order of the Indian Empire)
- De Keizerlijke Orde van Verdiensten (Imperial Service Order) 1902
- De Orde van Brits-Indië Order of British India
- De Indische Orde van Verdienste (Indian Order of Merit)
- De Orde van Birma (Order of Burma)

Ridderorden van het Verenigd Koninkrijk van Groot-Brittannië en Noord-Ierland
Na de onafhankelijkheid van het zuidelijke deel van Ierland zijn er in het Verenigd Koninkrijk geen nieuwe ridderorden meer ingesteld. De oude orden werden, ook wanneer zoals bij de Orde van de Ster van India en de Orde van Sint-Patrick het geval is alle leden zijn gestorven, ook niet afgeschaft maar de orden leiden een "slapend" bestaan.